# Tesáre
Tesáre es un municipio del distrito de Topoľčany en la región de Nitra, Eslovaquia, con una población estimada a final del año 2024 de 704 habitantes.
Se encuentra ubicado al norte de la región, cerca del río Nitra (cuenca hidrográfica del Danubio) y de la frontera con las regiones de Trnava y Trenčín.

## Demografía
| Año        | 1994 | 2004    | 2014    | 2024    |
| ---------- | ---- | ------- | ------- | ------- |
| Población  | 685  | 725     | 727     | 704     |
| Diferencia |      | +5,83 % | +0,27 % | −3,16 % |

| Año        | 2023 | 2024    |
| ---------- | ---- | ------- |
| Población  | 700  | 704     |
| Diferencia |      | +0,57 % |